# Дюгамель, Михаил Осипович
Михаил  (Михель Адам) Осипович (Иосифович) Дюгамель (29 сентября 1812 — 21 марта 1896) — русский адмирал (1881), кругосветный путешественник.

## Биография
Родился в семье лифляндского вице-губернатора Осипа Осиповича Дюгамеля и его супруги Генриетты Карловны, урожденной фон Гейкинг.
31 декабря 1831 года окончил Морской кадетский корпус девятым по списку с производством в чин мичмана. Был оставлен для дальнейшего обучения в Офицерском классе, по окончании которого произведен 6 декабря 1835 года в чин лейтенанта. В 1837—1839 годах на корабле Российско-Американской Компании «Николай I» под командованием капитан-лейтенанта Е. А. Беренса совершил кругосветное плавание, доставив груз в Ново-Архангельск. В 1840—1842 годах служил на пароходе «Геркулес», совершив в 1840 году заграничное плавание в Данию. В 1842 году произведен в чин капитан-лейтенанта с переводом в Каспийскую флотилию. В 1845 году «за существенные многократные услуги, оказанные Персии крейсерством у персидских и туркменских берегов» пожалован персидским орденом Льва и Солнца II класса. В 1846 году награжден орденом Св. Анны III степени. В 1848 году награжден орденом Св. Анны II степени с пожалованием в 1853 году короны к нему. 6 декабря 1849 года произведен в чин капитана второго ранга. Командуя пароходом «Грозящий» совершил переход из Кронштадта в Киль и Свинемюнде и был пожалован шведским орденом Меча.
20 января 1854 года назначен командующим 74-пушечным кораблем «Выборг» (11 апреля того же года произведен в чин капитана первого ранга с утверждением в должности командира корабля), участвовал в переоборудовании «Выборга» в винтовой и ходовых испытаниях. В 1856 году награжден орденом Св. Владимира IV степени. В 1856—1857 годах командуя тем же кораблем в составе эскадры под флагом контр-адмирала Е. А. Беренса совершил переход в Средиземное море и вернулся обратно в Ревель. В 1857 году награжден орденом Св. Владимира III степени и португальским орденом Башни и Меча офицерского креста. В 1859 году командуя винтовым кораблем «Гангут» находился в практическом плавании в Балтийском море, а в 1859—1860 годах совершил в составе эскадры под флагом контр-адмирала Ф. Д. Нордмана переход в Средиземное море и обратно в Кронштадт.
23 апреля 1861 года произведен в чин контр-адмирала с назначением младшим флагманом Черноморского флота. 21 октября 1863 года награжден орденом Св. Станислава I степени.  В апреле-мае 1864 года командуя отрядом судов участвовал в десантной операции у восточного берега Чёрного моря и 8 октября награжден орденом Св. Анны I степени. 27 февраля 1867 года переведен на должность младшего флагмана Балтийского флота. В 1868 году произведен в чин вице-адмирала с назначением старшим флагманом Балтийского флота. 16 апреля 1872 года назначен членом Адмиралтейств-совета. 8 апреля 1873 года награжден орденом Св. Владимира II степени. 24 мая того же года удостоился Монаршего благоволения за участие в занятиях комиссии по разработке нового положения о воинской повинности. 4 апреля 1876 года награжден орденом Белого Орла. 31 декабря 1881 года произведен в чин адмирала. 20 апреля 1880 года награжден орденом Св. Александра Невского с пожалованием 1 января 1885 года алмазных знаков к нему. 9 апреля 1889 года награжден орденом Св. Владимира I степени. 2 апреля 1893 года пожалован перстнем с портретом Его Императорского Величества.